# Campeonato de España Short Track 2025
El LXI Campeonato de España Absoluto Short Track se disputó entre los días 21 y 23 de febrero de 2025 en el centro deportivo municipal Gallur de Madrid.

## Resultados
Claves:
 = Récord nacional

 = Récord de los campeonatos

 = Mejor marca personal

 = Mejor marca de la temporada

### Hombres
| Prueba              |                                                                                    |                                                                                       |                                                                                        |
| ------------------- | ---------------------------------------------------------------------------------- | ------------------------------------------------------------------------------------- | -------------------------------------------------------------------------------------- |
| 60 m                | Abel Jordán C.A. Adidas 6.54 NRU23 LE                                              | Jorge Hernández At. Badajoz 6.68                                                      | Guillem Crespí Barcelona At. 6.69                                                      |
| 200 m               | Adrià Alfonso Facsa - Playas de Castellón 20.65                                    | Juan Carlos Castillo Facsa - Playas de Castellón 21.03                                | Albert Romeo CA Fent Cami Mislata 21.27                                                |
| 400 m               | Iñaki Cañal Facsa - Playas de Castellón 45.74 LE                                   | Markel Fernández Alcampo Scorpio 71 46.24                                             | Manuel Guijarro Facsa - Playas de Castellón 46.30                                      |
| 800 m               | Mariano García New Balance Team 1:46.05                                            | Álvaro de Arriba Independiente 1:46.13                                                | Josué Canales New Balance 1:46.31                                                      |
| 1500 m              | Mohamed Attaoui Independiente 3:46.61                                              | Adrián Ben C.A. Adidas 3:49.00                                                        | Ignacio Fontes CD Nike Running 3:49.35                                                 |
| 3000 m              | Pol Oriach CD Nike Running 7:57.51                                                 | Eduardo Menacho Asics Running 8:00.13                                                 | Yahya Aouina Trops-Cueva de Nerja 8:02.57                                              |
| 60 m vallas         | Enrique Llopis C.A. Adidas 7.50 =LE                                                | Abel Jordán C.A. Adidas 7.53                                                          | Ángel Díaz CA Fent Camí Mislata 7.72                                                   |
| Salto de altura     | David González Image FDR 2.18 LE                                                   | Pablo Martínez Atletismo Numantino 2.15                                               | Eneko Larrea Real Sociedad 2.11                                                        |
| Salto con pértiga   | Juan Luis Bravo Facsa - Playas de Castellón 5.55 =                                 | Artur Coll CA Fent Camí Mislata 5.55                                                  | Isidro Leyva Trops-Cueva de Nerja 5.50                                                 |
| Salto de longitud   | Jaime Guerra Cornellà At. 8.14 LE                                                  | Eusebio Cáceres Independiente 7.80                                                    | Jan Díaz Avinent Manresa 7.59                                                          |
| Triple salto        | Marcos Ruiz Grupompleo Pamplona At. 16.78 LE                                       | Eneko Carrascal Real Sociedad 16.20                                                   | Pablo Torrijos Facsa - Playas de Castellón 16.05                                       |
| Lanzamiento de peso | José Ángel Pinedo CA Fent Camí Mislata 19.65 LE                                    | Miguel Gómez Facsa - Playas de Castellón 19,02                                        | Antonio Santana Trops-Cueva de Nerja 18.65                                             |
| Heptatlón           | Pablo Roelas Centre Esp. Colivenc 5727 LE 7.20/6.98/14.81/1.93// 8.23/5.05/2:52.84 | Andreu Boix Facsa - Playas de Castellón 5605 7.21/6.85/12.90/2.02// 8.37/4.95/2:51.62 | Jorge Dávila Facsa - Playas de Castellón 5585 7.10/6.95/14.20/1.90// 8.59/4.75/2:45.99 |

1. ↑  El atleta andorrano Pol Moya, que participaba fuera de concurso, fue tercero en la carrera.
2. ↑  El atleta cubano Alejandro Parada, que participaba fuera de concurso, fue tercero en la competición.
3. ↑  El atleta cubano Andy Hechavarría, que participaba fuera de concurso, fue segundo en la competición.

### Mujeres
| Prueba              |                                                                  |                                                             |                                                                 |
| ------------------- | ---------------------------------------------------------------- | ----------------------------------------------------------- | --------------------------------------------------------------- |
| 60 m                | Maribel Pérez Independiente 7.18                                 | Jaël Bestué C.A. Adidas 7.18 =                              | Elena Guiu Diputación Valencia C.A. 7.33                        |
| 200 m               | Esperança Cladera Diputación Valencia C.A. 23.28                 | Esther Navero Facsa - Playas de Castellón 23.55             | Aitana Rodrigo At. San Sebastián 23.89                          |
| 400 m               | Paula Sevilla Facsa - Playas de Castellón 51.20 LE               | Blanca Hervás Diputación Valencia C.A. 51.44                | Eva Santidrián Facsa - Playas de Castellón 51.46                |
| 800 m               | Lorea Ibarzabal CD Nike Running 2:07.77                          | Marta Mitjans CD Nike Running 2:07.95                       | Daniela García New Balance Team 2:07.99                         |
| 1500 m              | Esther Guerrero New Balance Team 4:09.24                         | Marina Martínez New Balance Team 4:11.64                    | Mireya Arnedillo Facsa - Playas de Castellón 4:16.44            |
| 3000 m              | Águeda Marqués C.A. Adidas 9:12.30                               | Marta García Independiente 9:13.06                          | Idaira Prieto Atletismo Bikila 9:19.26                          |
| 60 m vallas         | Paula Blanquer Diputación Valencia C.A. 8.16 =LE                 | Lerato Pagès Avinent Manresa 8.19                           | Emilia del Hoyo Avinent Manresa 8.25                            |
| Salto de altura     | Ona Bonet CD Nike Running 1,84 LE                                | Una Stancev Trops-Cueva de Nerja 1,82                       | Aitana Alonso Diputación Valencia C.A. 1,77                     |
| Salto con pértiga   | Maialen Axpe At. San Sebastián 4.30                              | Clara Fernández CD Nike Running 4.25                        | Naiara Pérez Facsa - Playas de Castellón 4.25                   |
| Salto de longitud   | Carmen Rosales FC Barcelona 6.51                                 | Tessy Ebosele C.A. Adidas 6.46                              | Evelyn Yankey Diputación Valencia C.A. 6.41                     |
| Triple salto        | Ana Peleteiro C.A. Adidas 14.33 LE                               | Elda Romeva CD Nike Running 13.22                           | María González Alcampo Scorpio 71 13.21                         |
| Lanzamiento de peso | Belén Toimil Playas de Castellón 17.49                           | Mónica Borraz FC Barcelona 15.15                            | Andrea Tankeu Atletismo Piélagos 14.71                          |
| Pentatlón           | Alba Ramírez At. San Sebastián 4102 8.82/1.70/12.71/5.79/2:21.34 | Andrea Medina A.D. Sprint 3967 8.68/1.73/13.03/5.31/2:27.53 | Paula Pérez Municipal Arganda 3873 8.60/1.67/11.26/5.52/2:26.14 |

1. ↑  7.15  en semifinales

## Récords batidos
Anexo: Récords de los campeonatos
| Tipo                       | Sexo    | Prueba         | Atleta        | Marca   |         |
| -------------------------- | ------- | -------------- | ------------- | ------- | ------- |
| Récords de España          | Hombres | 200 metros     | Adrià Alfonso | 20.65   |         |
| Récords de España          | Mujeres | 60 metros (sf) | Maribel Pérez | 7.15    |         |
| Récords de los campeonatos | Hombres | 60 metros      | Abel Jordán   | 6.54    |         |
| Récords de los campeonatos | Hombres | 200 metros     | Adrià Alfonso | 20.65   |         |
| Récords de los campeonatos | Mujeres | 60 metros (sf) | Maribel Pérez | 7.15    |         |
| Récords de los campeonatos | Mujeres | 400 metros     | Paula Sevilla | 51.20   |         |
| Récords de Europa sub-23   | Hombres | 60 metros      | Abel Jordán   | 6.54    |         |
| Récords de España sub-23   | Hombres | 60 metros      | Abel Jordán   | 6.54    |         |
| Récords de España sub-20   | No hubo | No hubo        | No hubo       | No hubo | No hubo |
| Récords de España sub-18   | No hubo | No hubo        | No hubo       | No hubo | No hubo |

## Otras estadísticas
Otras estadísticas o efemérides del Campeonato de España Short Track 2025:
- Hubo 524 atletas inscritos (aunque alguno causó baja a última hora), 254 mujeres y 270 hombres, para un total de 541 inscripciones. La discrepancia de número se debe a que 17 atletas participaron en dos pruebas.
- El campeón de España más antiguo que volvió a participar en 2025 fue Eusebio Cáceres, campeón de salto de longitud en el campeonato de 2011. En categoría femenina, tanto Fátima Diame (en 60 m y salto de longitud) como Ana Peleteiro (en triple salto) habían sido campeonas en la edición de 2014. Peleteiro consiguió un nuevo título, mientras que Diame, que participó aquí tan solo en el salto de longitud, no logró subir al podio.
- El medallista más antiguo fue de nuevo Eusebio Cáceres, bronce en salto de longitud en el campeonato de 2008. En categoría femenina, la medallista más antigua que volvió a participar en 2025 fue Esther Guerrero, plata en los 800 m de la edición de 2010, aunque aquí participó en los 1500 m. Ambos volvieron a ser medallistas en 2025 (oro para Guerrero y plata para Cáceres).
- Guerrero y Cáceres fueron también los participantes que habían debutado en el campeonato hace más tiempo. Esther Guerrero ya participó en el campeonato de 2007 y desde entonces no ha faltado a ninguna edición, por lo que ha cumplido su 19.º campeonato consecutivo. Eusebio Cáceres, por su parte, participó por primera vez al año siguiente, en la campeonato de 2008.
- Esther Guerrero fue también la atleta con más ediciones consecutivas en el podio, ya que ha sido medallista en todas las ediciones desde 2014 en 800 m o 1500 m.
- Las 25 de las 26 pruebas del campeonato contaron con la presencia de al menos un campeón anterior, aunque en 4 de ellas no estaba el de 2024. La única excepción fue el 3000 m masculino.
- En dos pruebas participaron tres antiguos campeones de España, las dos masculinas. En los 800 m. estaban Álvaro de Arriba, Pablo Sánchez-Valladares y Mariano García, mientras que en el salto de longitud participaron el antes citado Eusebio Cáceres, Jaime Guerra e Iker Arotzena.
- Belén Toimil fue la atleta que mantuvo la racha victoriosa más larga, al ganar la prueba de lanzamiento de peso por quinta vez consecutiva. Por contra, 14 pruebas (8 hombres y 6 mujeres) tuvieron un campeón inédito.
- El campeón de salto de altura masculino, David González, fue el noveno ganador distinto en los últimos nueve campeonatos. Esta circunstancia no se había dado nunca en toda la historia del campeonato.
- La atleta más joven fue Lluna Marsal, con 15 años y 4 meses, que participó en los 60 m. En hombres, los más jóvenes fueron el saltador de longitud Aritz Goñi, el corredor de 800 m Alejandro Ríos y el corredor de 1500 m Pol Molins, todos ellos con 18 años recién cumplidos. Alberto Ortiz, de 17 años y 2 meses, estaba inscrito en los 60 m, pero no llegó a competir.
- El atleta participante de más edad fue el lanzador de peso Pedro José Pernías con 44 años y 4 meses. En categoría femenina, la más veterana fue Stephanie Saavedra, con 35 años y 8 meses, que participó en los 400 m.
- Como es habitual, hubo varias parejas de hermanos que participaron en el campeonato, pero esta vez se dio el caso de que hubo tres hermanos participando: Abderrahman, Abdelmonaim y Soukaina El Khayami, si bien esta última lo hizo fuera de concurso por ser de nacionalidad marroquí.
- La campeona de España más veterana fue Esther Guerrero, campeona de 1500 m con 35 años recién cumplidos. En categoría masculina fue José Ángel Pinedo, campeón de lanzamiento de peso con 34 años y 6 meses de edad. Ambos revalidaron su título del año anterior y ambos fueron, igualmente, los medallistas de más edad de la competición.
- La campeona de España más joven fue Ona Bonet, campeona en salto de altura con 18 años y 11 meses de edad. En categoría masculina fue David González, también campeón de salto de altura con 21 años y 4 meses, solo unos días más joven que el campeón de los 60 m, Abel Jordán.
- La medallista más joven de la competición fue Aitana Alonso, que ganó la medalla de bronce en salto de altura con 16 años y 4 meses de edad. En categoría masculina fue Jorge Hernández, medalla de plata en 60 m con 19 años recién cumplidos.

## Medallero

### Comunidades autónomas
| Comunidad autónoma   |   |   |   | TOTAL |
| -------------------- | - | - | - | ----- |
| Cataluña             | 5 | 6 | 5 | 16    |
| Comunidad de Madrid  | 4 | 7 | 2 | 13    |
| Comunidad Valenciana | 4 | 2 | 5 | 11    |
| Castilla y León      | 2 | 3 | 4 | 9     |
| Galicia              | 2 | 1 | - | 3     |
| Islas Baleares       | 2 | - | 1 | 3     |
| País Vasco           | 1 | 3 | 2 | 6     |
| Andalucía            | 1 | 1 | 3 | 5     |
| Aragón               | 1 | 1 | 2 | 4     |
| Cantabria            | 1 | 1 | 1 | 3     |
| Castilla-La Mancha   | 1 | - | 1 | 2     |
| Región de Murcia     | 1 | - | - | 1     |
| Asturias             | 1 | - | - | 1     |
| Extremadura          | - | 1 | - | 1     |
| Canarias             | - | - | - | 0     |
| La Rioja             | - | - | - | 0     |
| Navarra              | - | - | - | 0     |

### Clubes
| Clubes                      |   |   |   | TOTAL |
| --------------------------- | - | - | - | ----- |
| Facsa - Playas de Castellón | 5 | 4 | 6 | 15    |
| C.A. Adidas                 | 4 | 4 | 0 | 8     |
| CD Nike Running             | 3 | 3 | 1 | 7     |
| Independientes              | 2 | 3 | - | 5     |
| Diputación Valencia C.A.    | 2 | 1 | 3 | 6     |
| New Balance Team            | 2 | 1 | 2 | 5     |
| At. San Sebastián           | 2 | - | 1 | 3     |
| CA Fent Cami Mislata        | 1 | 1 | 2 | 4     |
| FC Barcelona                | 1 | 1 | 0 | 2     |
| Centre Esp. Colivenc        | 1 | - | - | 1     |
| Grupompleo Pamplona At.     | 1 | - | - | 1     |
| Cornellá At.                | 1 | - | - | 1     |
| Image FDR                   | 1 | - | - | 1     |
| Trops-Cueva de Nerja        | - | 1 | 3 | 4     |
| Avinent Manresa             | - | 1 | 2 | 3     |
| Alcampo Scorpio 71          | - | 1 | 1 | 2     |
| Real Sociedad               | - | 1 | 1 | 2     |
| Atletismo Numantino         | - | 1 | - | 1     |
| Asics Running               | - | 1 | - | 1     |
| At. Badajoz                 | - | 1 | - | 1     |
| A.D. Sprint                 | - | 1 | - | 1     |
| Atletismo Bikila            | - | - | 1 | 1     |
| Atletismo Piélagos          | - | - | 1 | 1     |
| Barcelona At.               | - | - | 1 | 1     |
| Municipal Arganda           | - | - | 1 | 1     |

1. ↑  Atletas que no pertenecen a ningún club